# Tridontomidae
Los tridontómidos (Tridontomidae) son una pequeña familia de milpiés. Sus 3 o 4 especies conocidas son endémicas de Guatemala.

## Géneros
Se reconocen los siguientes:
- Aenigmopus Loomis & Hoffman, 1962
- Tridontomus Loomis & Hoffman, 1962 (tipo)